# Дединово
Деди́ново (вариант названия: Дедново) — село в городском округе Луховицы Московской области, прославившееся своей судоверфью.
Административный центр сельского поселения Дединовское.

## География
Село расположено на реке Оке, в 12 километрах от Луховиц и 135 километрах от Москвы.

## История
Дединово известно с XV века, было дворцовым селом, доставлявшим рыбу на «обиход» государя (царя). До  1762 года село оставалось дворцовым, но в 1762 село было пожаловано Михаилу Измайлову, который был деятельным участником переворота, в ходе которого на престол взошла Екатерина Вторая: "въ вѣчное и потомственное владѣніе, изъ дворцовыхъ волостей, въ коломенскомъ уѣздѣ село Дединово, а въ немъ по послѣдней ревизіи 2135 душъ, со всѣми принадлежащими къ тому селу дачами и угодіями".  До 1781 года село являлось частью Пахрянского стана Коломенского уезда, принадлежало Михаилу Измайлову, который по бездетности продал часть села своему кузену Петру Измайлову.
Летом 1667 года в Дединово была по царскому указу основана первая в России крупная судостроительная верфь европейского типа. На ней при Алексее Михайловиче был построен первый военный государственный корабль «Орёл» (1667—1669), предназначавшийся для плавания по Каспийскому морю, но после восстания Степана Разина в 1671 году заброшенный в Астрахани.
В 1667 году в селе стали строить большие военные корабли для сопровождения купеческих караванов, плававших по Каспийскому морю в Персию. Именно здесь на фрегате «Орёл» впервые был поднят флаг, сшитый из равного количества белой, синей и красной ткани (точная форма его рисунка неизвестна, но он считается первым российским флагом). Позже на Дединовской верфи построили ботик, на котором юный Пётр I учился ходить под парусом. На верфи работали 11 голландских и до 30 русских мастеров. Достоверно известно о 4 построенных на верфи крупных военных кораблях, возможно, их было и больше.
В конце XIX — начале XX века Дединово числилось селом Зарайского уезда Рязанской губернии. В селе было 920 дворов, 6540 жителей, четыре церкви; три школы, из них две образцовые двуклассные (мужская и женская); четыре промышленных заведения; восемь питейных заведений и трактиров; 20 лавок; ежедневно базары; ярмарка. Из села вывозилось ежегодно до 600 000 пудов сена.
В 1994—2006 годах Дединово — центр Дединовского сельского округа. В 2017 году Дединово — село городского округа Луховицы.

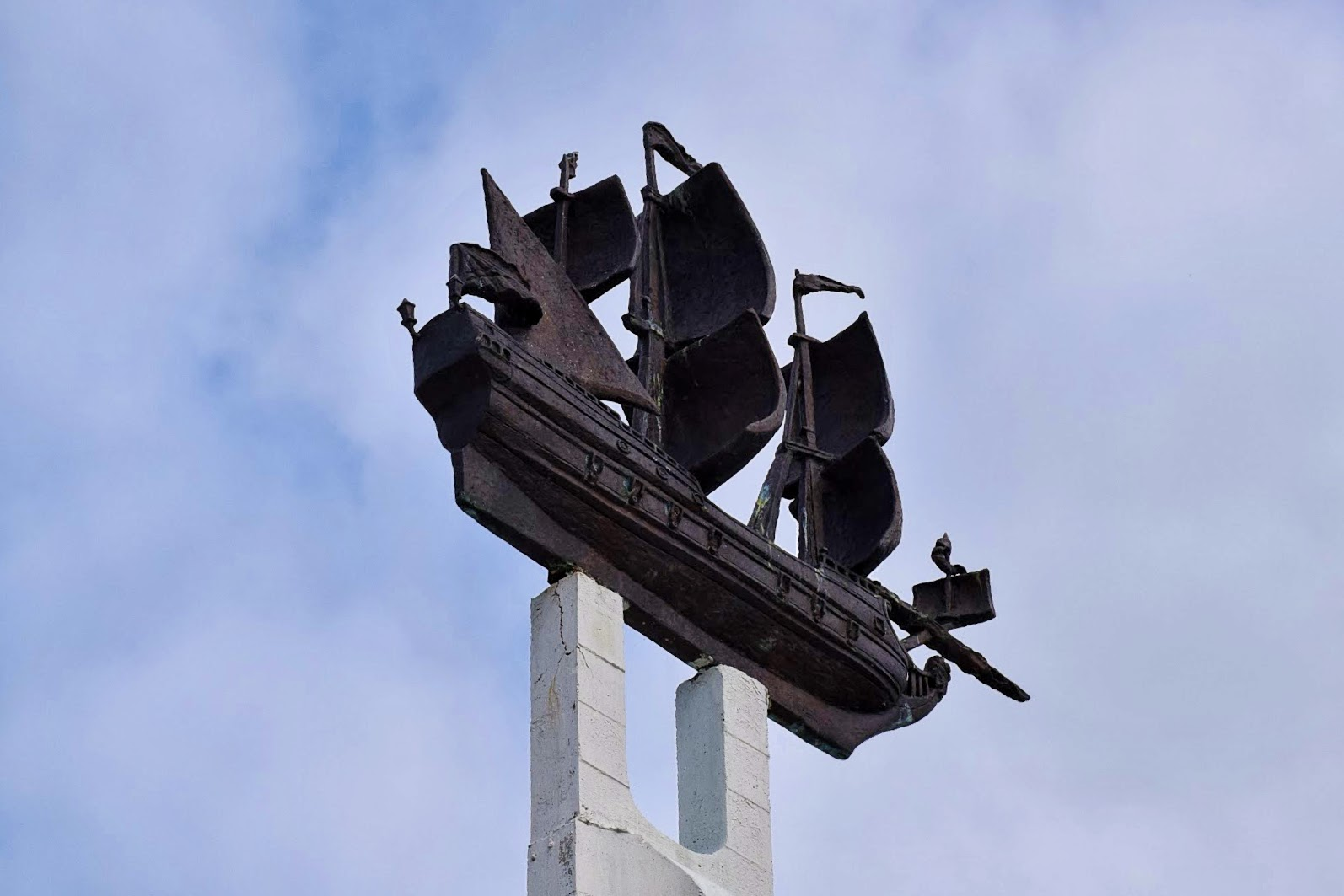
Мичуринская улица (Корабельная верфь)

## Население
| 2002 | 2006  | 2010  |
| ---- | ----- | ----- |
| 1988 | ↘1985 | ↘1863 |

## Известные люди
В селе похоронен дважды Герой Социалистического Труда Фёдор Степанович Генералов.
- Есин, Пётр Николаевич  (27.05.1900, Дединово - 20.11.1976, Москва) — советский военный деятель, генерал-майор танковых войск [5]
- Миляков, Григорий Михайлович (1867—?) — дединовский волостной старшина, член IV Государственной думы от Рязанской губернии.
- Тарусин, Иван Егорович (1834—1885) — русский поэт-суриковец.
- Селивановский, Семён Иоанникиевич (1772—1835) — московский типограф и книгоиздатель.

## Русская православная церковь
- Постоянно действует храм Святой Троицы (1700) с белокаменной резьбой на фасаде.

Храм со своим причтом в восточной части села, построенный на средства Н. Ф. Шустова. Пятиглавая церковь. Закрыта в 1930-х, заброшена.
Возвращена верующим в 1989 в тяжелом состоянии, ремонтируется.
- Церковь Иконы Божией Матери Казанская

Большая каменная однокупольная церковь в стиле позднего классицизма. Выстроена на месте каменного здания 1719 года.
Закрыта в 1930-х, заброшена.
В постсоветское время была приписана к Троицкой церкви.
С 2009 года проводятся службы. Освящена 13 сентября 2020 года.
- Церковь Воскресения Христова полуразрушена.
- Церковь Александра Невского разрушена. Остался лишь фундамент.
- Молитвенная комната Феодора Ушакова при Морском кадетском корпусе «Орел»

Функционирует с 2006. Освящена в 2014 году.

## Инфраструктура
На левом берегу есть сельский краеведческий музей, одна из комнат которого посвящена судоверфи.
На 2025 год существует морской кадетский корпус «Орел».

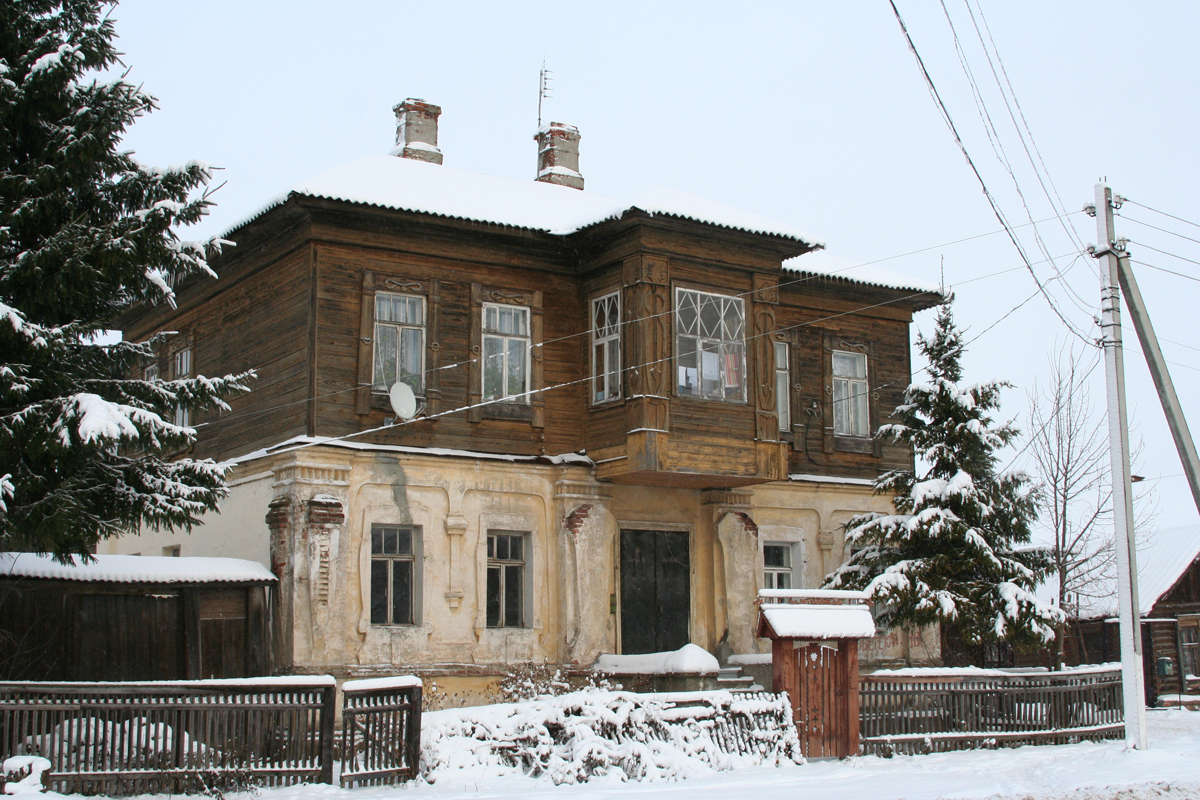
Дом для сотрудников Дединовской больницы

## Достопримечательности
Верфь в Дединово не сохранилась, в память о ней установлен памятник «Первый военный корабль России» — стела с моделью первого корабля.
Памятники истории и культуры регионального значения по улице Шашина: двухэтажные Жилой дом Брониных и Дом купца В. И. Школова середины XIX века постройки, усадьба Толстых, а также другие купеческие дома — дом Хромовых, дом Шкоренковых.
Есть песчаные пляжи.

## Транспорт
Автобусы от Москвы (Котельники), Коломны и Луховиц. Паромная переправа через Оку.